# Maria Margaretha Kirch
Maria Margaretha Kirch (nascida Winckelmann, em fontes históricas chamada Maria Margaretha Kirchin; 25 de fevereiro de 1670 – 29 de dezembro de 1720) foi uma astrónoma alemã. Ela foi uma das primeiras astrónomas famosas do seu período devido a seus escritos sobre a conjunção do Sol com Saturno, Vénus e Júpiter em 1709 e 1712, respectivamente.

## Início da vida
Maria foi educada desde cedo pelo seu pai, um ministro luterano, que acreditava que ela merecia uma educação equivalente à dada aos rapazes. Aos 13 anos tinha perdido o pai e a mãe. Nessa altura, ela também tinha recebido uma educação geral do seu cunhado Justinus Toellner e do conhecido astrónomo autodidata Christoph Arnold, que vivia nas proximidades da cidade de Sommerfeld e foi creditado como sendo o primeiro a descobrir um cometa em passagem. Tornou-se aprendiz não-oficial de Arnold e mais tarde a sua assistente, vivendo com ele e a sua família. A astronomia não era organizada inteiramente ao longo de guias de formação durante este período. Como resultado, o caminho para se tornar um astrónomo muitas vezes parecia muito diferente caso a caso.
Através de Arnold, Maria conheceu o famoso astrónomo e matemático alemão Gottfried Kirch, que era 30 anos mais velho que ela e recebeu treinamento em astronomia por Johannes Hevelius e uma educação formal pela Universidade de Jena. Eles se casaram em 1692, tendo depois quatro filhos, todos os quais seguiram seus pais e estudaram astronomia. Kirch beneficiou-se da sua união com Maria porque agora tinha uma esposa para cuidar de seus filhos e uma assistente para fazer cálculos, coletar dados e auxiliá-lo de outras formas. Enquanto isso, Maria pôde continuar seus estudos em astronomia. Sem a união deles, é improvável que Maria pudesse participar da astronomia de forma independente. Em 1700, o casal mudou-se para Berlim, pois o governante eleitor de Brandemburgo, Frederico III, mais tarde Frederico I da Prússia, havia nomeado Gottfried Kirch como o Astrónomo Real, cargo concedido a um eminente astrónomo.

## Carreira, observações e publicações
As mulheres não recebiam anos de aprendizagem itinerante, o que as deixava dependentes de suas famílias para treinamento. Como resultado, Gottfried Kirch deu a sua esposa mais instrução em astronomia, assim como fez com sua irmã e todos os seus filhos desde tenra idade. Devido às normas e crenças sociais da época, as mulheres não podiam frequentar universidades na Alemanha. Isso não excluiu completamente as mulheres da prática da astronomia, no entanto, porque o trabalho da astronomia e a observação dos céus ocorreram em grande parte fora das universidades. A maioria dos astrónomos durante este período não possuía diplomas oficiais em astronomia. Em vez disso, a maioria dos astrónomos gabava-se de licenciaturas em medicina, direito ou teologia. Universidades científicas proeminentes no tempo de Kirch incluíam a Academia Real des Sciences francesa, Academia das Ciências de Berlim e a Royal Society de Londres – todas elas servidas a um público masculino. Assim, Kirch tornou-se uma das poucas mulheres ativas em astronomia no século XVIII. Tornou-se amplamente conhecida como a Kirchin, a versão feminina do nome da família. Não era inédito no Sacro Império Romano-Germânico que uma mulher fosse ativa em astronomia. Maria Cunitz, Elisabeth Hevelius e Maria Clara Eimmart foram astrónomas ativas do século XVII.
Por meio de um decreto, Frederico III introduziu o monopólio dos calendários em Brandemburgo e, mais tarde, na Prússia, impondo um imposto sobre o calendário. A receita desse monopólio era para pagar astrónomos e membros da Academia de Ciências de Berlim, fundada por Frederico III em julho de 1700. Frederico III também construiu um observatório que foi inaugurado em janeiro de 1711. Ajudado por sua esposa, Gottfried Kirch preparou o primeiro calendário de uma série, intitulado Chur-Brandenburgischer Verbesserter Calender Auff das Jahr Christi 1701, que tornou-se muito popular.
Maria e Gottfried trabalharam juntos como uma equipa. No estilo típico da guilda, ela avançou de sua posição como uma aprendiz de Arnold para se tornar assistente de seu marido. Seu marido estudou astronomia na Universidade de Jena e serviu como aprendiz de Johannes Hevelius. Na academia, ela trabalhou como sua assistente não oficial, mas reconhecida. A posição das mulheres nas ciências era semelhante à sua posição nas guildas, valorizada, mas subordinada. Juntos, eles fizeram observações e cálculos para produzir calendários e efemérides.
A partir de 1697, os Kirchs também começaram a registrar informações meteorológicas. Seus dados eram usados para produzir calendários e almanaques e também eram muito úteis na navegação. A Academia de Ciências de Berlim cuidava das vendas de seus calendários.

Durante a primeira década de seu trabalho na academia como assistente de seu marido, Kirch observava os céus todas as noites a partir das 21h. Durante uma observação de rotina, ela descobriu um cometa. Em 21 de abril de 1702, Kirch descobriu o chamado "Cometa de 1702" (C/1702 H1). Hoje não há dúvidas sobre a prioridade de Kirch na descoberta do C/1702 H1. No entanto, na época, seu marido foi creditado com a descoberta. Em suas anotações daquela noite, seu marido registrou:
"No início da manhã (cerca de 2h00), o céu estava claro e estrelado. Algumas noites antes, eu havia observado uma estrela variável e minha esposa (enquanto eu dormia) queria encontrá-la e vê-la por si mesma. Ao fazer isso, ela encontrou um cometa no céu. Nesse momento ela me acordou e descobri que era realmente um cometa... Fiquei surpreso por não tê-lo visto na noite anterior".
Este cometa foi, na verdade, descoberto um dia antes por dois astrónomos em Roma, na Itália, Francesco Bianchini e Giacomo Filippo Maraldi.
A única revista científica da Alemanha na época, Acta Eruditorum, era em latim. As publicações subsequentes de Kirch em seu próprio nome foram todas em alemão. Na época, seu marido não ocupava uma cadeira independente na academia e os Kirchs trabalhavam em equipa em problemas comuns. O casal observou os céus juntos: ele observou o norte e ela o sul, fazendo observações que uma única pessoa não poderia ter feito com precisão.
Kirch continuou seu trabalho de astronomia, publicando em alemão com seu próprio nome e com o devido reconhecimento. Suas publicações, que incluíam suas observações sobre a Aurora Boreal (1707), o panfleto Von der Conjunction der Sonne des Saturni und der Venus sobre a conjunção do sol com Saturno e Vénus (1709) e a aproximação da conjunção de Júpiter e Saturno em 1712 tornou-se suas contribuições duradouras para a astronomia. Antes de Kirch, a única astrónoma do Sacro Império Romano que publicou em seu próprio nome foi Maria Cunitz. O amigo da família e vice-presidente da Academia de Ciências de Berlim, Alphonse des Vignoles, disse no elogio a Kirch: "Se considerarmos as reputações de Frau Kirch e Frau Cunitz, devemos admitir que não há ramo da ciência em que as mulheres não sejam capazes de realizações, e que na astronomia, em particular, a Alemanha leva o prémio acima de todos os outros estados da Europa".

Em 1709, o presidente da Academia de Ciências de Berlim, Gottfried von Leibniz, apresentou-a ao tribunal prussiano, onde Kirch explicou seus avistamentos de manchas solares. Ele disse sobre ela:
"Existe uma mulher muito erudita que poderia passar por uma raridade. Sua conquista não está na literatura ou na retórica, mas nas mais profundas doutrinas da astronomia... Não acredito que esta mulher encontre facilmente uma igual na ciência em que ela se destaca... Ela favorece o sistema copernicano (a ideia de que o sol está em repouso) como todos os astrónomos eruditos de nosso tempo. E é um prazer ouvi-la defender esse sistema através da Sagrada Escritura na qual ela também é muito erudita. Ela observa com os melhores observadores e sabe manejar maravilhosamente o quadrante e o telescópio."
Depois que seu marido morreu em 1710, Kirch tentou assumir seu lugar como astrónoma e criadora de calendários na Academia Real de Ciências. Suas ações eram representativas de um princípio bem estabelecido que permitia que as viúvas assumissem o ofício de seus maridos após sua morte. Apesar de sua petição ser apoiada por Leibniz, o presidente da academia, o conselho executivo da academia rejeitou sua demanda por um cargo formal, dizendo que "o que concedemos a ela pode servir de exemplo no futuro". O conselho não quis abrir um precedente ao nomear uma mulher. Apesar do fato de que cerca de 14% dos astrónomos no início do século XVIII eram mulheres, ainda era extremamente incomum na época que as mulheres se tornassem membros de academias científicas. A negação de Winkelmann à academia foi importante porque enfatizou a separação entre o papel de homens e mulheres no local de trabalho e a normalidade da exclusão das mulheres das academias científicas na época e por muitos anos depois. Em sua petição, Kirch expôs suas qualificações para o cargo. Ela formulou seu pedido nos termos aceitáveis para a época, argumentando que era bem qualificada porque havia sido instruída por seu marido em cálculos e observações astronómicas. Ela enfatizou que se dedicava ao trabalho astronómico desde o casamento e trabalhava na academia desde a nomeação do marido, dez anos antes. Em sua petição, Kirch disse que "por algum tempo, enquanto meu querido falecido marido estava fraco e doente, preparei o calendário com seus cálculos e o publiquei em seu nome". Para Kirch, uma nomeação na academia não teria sido apenas uma marca de honra, mas uma fonte vital de renda para ela e seus filhos. Ela até esclareceu isso em sua petição, explicando que seu marido não a havia deixado meios suficientes para sustentar a si mesma e a sua família. Na antiga tradição de negócios da guilda, teria sido possível para Kirch assumir a posição de seu marido após sua morte, mas as novas instituições da ciência tendiam a não seguir essa tradição. Apesar de Maria e Gottfried terem passado anos trabalhando em calendários e descobrindo um cometa cada um, o único item que Maria não tinha e que quase todos na Academia tinham era uma educação universitária.
Leibniz foi a única figura proeminente que apoiou seu apelo. Infelizmente, a opinião negativa em relação ao seu género pesou em sua história de trabalho competente. O secretário da Academia de Ciências de Berlim, Johann Theodor Jablonski, alertou Leibniz "ela ser mantida em uma função oficial para trabalhar no calendário ou para continuar com as observações simplesmente não serve". A academia estava muito preocupada com sua reputação, afirmando: "Se ela fosse mantida em tal cargo, as bocas ficariam ainda mais abertas." Por fim, o pedido de Winklemann para trabalhar na Academia de Berlim foi rejeitado. Leibniz mais tarde tentou garantir moradia e salário para Winkelmann em 1711 e foi capaz de garantir moradia para ela por um período de tempo indeterminado, no entanto, a Academia negou a petição de Leibniz para um salário a Winkelmann. Mais tarde, em 1711, a academia cedeu a Maria o suficiente para lhe dar uma medalha por seu trabalho em astronomia. Apesar disso, Winkelmann continuou a se candidatar por mais de um ano para se tornar membro da Academia de Berlim, no entanto, com Leibniz deixando Berlim em 1711, a Academia tornou-se ainda mais inflexível em recusar a entrada de Maria até o início de 1712, quando ela recebeu a rejeição final.
Kirch tinha certeza de que suas petições foram negadas devido ao seu género. Isso é um tanto apoiado pelo facto de que Johann Heinrich Hoffmann, que tinha pouca experiência, foi nomeado para o lugar de seu marido em vez dela. Hoffmann logo ficou para trás em seu trabalho e não fez as observações necessárias. Foi até sugerido que Kirch se tornasse sua assistente. Kirch escreveu: "Agora passo por um deserto severo e porque ... a água é escassa ... o sabor é amargo." No entanto, em uma conquista excepcional para a época, ela foi finalmente admitida pela Academia de Ciências de Berlim.
Em 1711, ela publicou Die Vorbereitung zug grossen Opposition, um panfleto bem recebido no qual previa um novo cometa, seguido por um panfleto sobre Júpiter e Saturno. Em 1712, Kirch aceitou o patrocínio de Bernhard Friedrich von Krosigk, que era um astrónomo amador entusiasta, e começou a trabalhar em seu observatório. Ela e o marido trabalharam no observatório de Krosigk enquanto o observatório da academia estava sendo construído. No observatório de Krosigk, ela alcançou o posto de mestre astrónoma.
Depois que o barão von Krosigk morreu em 1714, Kirch mudou-se para Danzig para auxiliar um professor de matemática por um curto período antes de retornar a Berlim em 1716. Kirch e seu filho, que acabara de terminar a universidade, receberam uma oferta para trabalhar como astrónomos para o czar russo Pedro, o Grande, mas preferiu permanecer em Berlim, onde continuou a calcular calendários para localidades como Nuremberg, Dresden, Breslau e Hungria de sua casa.
Ela havia treinado seu filho Christfried Kirch e as filhas Christine Kirch e Margaretha Kirch para atuar como seus assistentes no trabalho astronómico da família, continuando a produção de calendários e almanaques, bem como fazendo observações. Em 1716, seu filho Christfried e Johann Wilhelm Wagner foram nomeados observadores no observatório da academia após a morte de Hoffmann. Kirch voltou para Berlim para atuar como assistente de seu filho junto com sua filha Christine. Ela estava mais uma vez trabalhando no observatório da academia calculando calendários. Os membros masculinos da academia reclamaram que ela assumia um papel muito proeminente e era "muito visível no observatório quando estranhos o visitavam". Kirch recebeu ordens de "retirar-se para o fundo e deixar a conversa para ... seu filho". Em 1717, a Academia de Berlim deu a Maria duas opções: continuar lutando por uma posição própria ou se aposentar no interesse da reputação de seu filho. Ela optou por se aposentar e continuar suas próprias observações em casa, que a Academia pediu que estivesse próxima para que seu filho ainda pudesse jantar em casa sem se descuidar de seus deveres na Academia. Kirch morreu de febre em Berlim em 29 de dezembro de 1720 aos 50 anos.

## Publicações
- Kirch, Gottfried; Kirch, Maria Margaretha. Das älteste Berliner Wetter-Buch 1700 - 1701. Edited by G. Hellmann. Berlin, 1893. https://www.digi-hub.de/viewer/resolver?urn=urn:nbn:de:kobv:11-d-4723758
- Kirch, Maria Margaretha. Vorbereitung, zur grossen Opposition, oder, Merckwürdige Himmels-Gestalt im 1712 Jahre, worauf im folgenden 1713 ... . Cölln an der Spree  Druckts Ulrich Liebpert, könighl. Preuss. Hof-Buchdr., [1713?] http://www.worldcat.org/oclc/319882766